# Heinz Rosenthal (Schauspieler)
Heinz Rosenthal (* 29. Mai 1907 in Düsseldorf; † 1977) war ein deutscher Schauspieler.

## Leben
Heinz Rosenthal wurde am 29. Mai 1907 in Düsseldorf geboren. Von 1928 bis 1932 erhielt er Schauspielunterricht an der Düsseldorfer Hochschule für Bühnenkunst, die von der Gründerin Louise Dumont als Theaterakademie dem Schauspielhaus Düsseldorf zugeordnet war. Sein erstes Engagement erhielt er von 1932 bis 1933 am Württembergisches Landestheater Stuttgart.
Nach dem Zweiten Weltkrieg ist sein Wirken an den  Städtischen Bühnen Halle (Saale) nachgewiesen. Auch gibt es einen Artikel in der Neue Zeit von 1949, dass er zu dieser Zeit an den Städtischen Bühnen der Stadt Magdeburg beschäftigt war. Für die DEFA und den Deutschen Fernsehfunk stand er in den 1950er Jahren für mehrere Spielfilme vor der Kamera. Mitte der 1950er Jahre stand er im Potsdamer Hans Otto Theater auf der Bühne.
Heinz Rosenthal verstarb 1977 im Alter von 69 Jahren.

## Filmografie
- 1952: Das verurteilte Dorf
- 1953: Das kleine und das große Glück
- 1958: Emilia Galotti
- 1958: Weimarer Pitaval: Der Fall Saffran (Fernsehreihe)
- 1959: Kabale und Liebe

## Theater
- 1946: Alexander Ostrowski: Tolles Geld – Regie: Hans-Georg Rudolph  (Städtische Bühnen Halle)
- 1946: Pedro Calderón de la Barca: Die Dame Kobold – Regie: Wilm Dammann (Städtische Bühnen Halle)
- 1948: Agustín Moreto: Donna Diana – Regie: Wilm Dammann (Städtische Bühnen Halle – Freilichtspiele im Burghof Griebichenstein)
- 1948: Friedrich Michael: Ausflug mit Damen – Regie: Karl Görs (Landestheater Sachsen-Anhalt Halle – Kammerspiele)
- 1949: William Shakespeare: Macbeth – Regie: Hans-Georg Rudolph (Städtische Bühnen Halle)
- 1957: Friedrich Wolf: Professor Mamlock (Professor Mamlock) – Regie: Kurt Rabe (Hans Otto Theater Potsdam)
- 1957: Maxim Gorki: Die Feinde (Fabrikant) – Regie: Gerhard Meyer (Hans Otto Theater Potsdam)